# Michael Richard Delgado de Oliveira
Michael Richard Delgado de Oliveira, noto semplicemente come Michael (Poxoréu, 12 marzo 1996), è un calciatore brasiliano, attaccante del Flamengo.

## Caratteristiche tecniche
È un'ala sinistra.

## Statistiche

### Presenze e reti nei club
Statistiche aggiornate al 1° giugno 2025.
| Stagione        | Squadra         | Campionato      | Campionato | Campionato | Coppe nazionali | Coppe nazionali | Coppe nazionali | Coppe continentali | Coppe continentali | Coppe continentali | Altre coppe | Altre coppe | Altre coppe | Totale | Totale | Totale |
| Stagione        | Squadra         | Comp            | Pres       | Reti       | Comp            | Pres            | Reti            | Comp               | Pres               | Reti               | Comp        | Pres        | Reti        | Pres   | Reti   |        |
| --------------- | --------------- | --------------- | ---------- | ---------- | --------------- | --------------- | --------------- | ------------------ | ------------------ | ------------------ | ----------- | ----------- | ----------- | ------ | ------ | ------ |
| 2015            | Monte Cristo    | TD/GO           | 6          | 0          | -               | -               | -               | -                  | -                  | -                  | -           | -           | -           | 6      | 0      |        |
| 2016            | Goiânia         | SD/GO           | 7          | 1          | -               | -               | -               | -                  | -                  | -                  | -           | -           | -           | 7      | 1      |        |
| 2017            | Goianésia       | PD/GO           | 13         | 5          | -               | -               | -               | -                  | -                  | -                  | -           | -           | -           | 13     | 5      |        |
| 2017            | Goiás           | PD/GO+B         | 0+23       | 0+1        | CB              | 2               | 0               | -                  | -                  | -                  | -           | -           | -           | 25     | 1      |        |
| 2018            | Goiás           | PD/GO+B         | 11+33      | 0+7        | CB              | 6               | 0               | -                  | -                  | -                  | -           | -           | -           | 50     | 7      |        |
| 2019            | Goiás           | PD/GO+A         | 16+35      | 7+9        | CB              | 2               | 0               | -                  | -                  | -                  | -           | -           | -           | 53     | 16     |        |
| Totale Goiás    | Totale Goiás    | Totale Goiás    | 27+91      | 7+17       |                 | 10              | 0               |                    | -                  | -                  |             | -           | -           | 128    | 24     |        |
| 2020            | Flamengo        | A/RJ+A          | 13+20      | 3+0        | CB              | 3               | 1               | CL                 | 5                  | 0                  | SB+RS       | 1+1         | 0           | 43     | 4      |        |
| 2021            | Flamengo        | A/RJ+A          | 10+35      | 2+14       | CB              | 8               | 2               | CL                 | 8                  | 1                  | SB          | 1           | 0           | 62     | 19     |        |
| gen.-giu. 2022  | Al-Hilal        | SPL             | 11         | 2          | KC              | 3               | 0               | ACL                | 6                  | 1                  | -           | -           | -           | 20     | 3      |        |
| 2022-2023       | Al-Hilal        | SPL             | 25         | 6          | KC              | 4               | 2               | -                  | -                  | -                  | CmC         | 3           | 0           | 32     | 8      |        |
| 2023-2024       | Al-Hilal        | SPL             | 33         | 5          | KC              | 4               | 2               | ACL                | 7                  | 2                  | SS+CdC      | 2+6         | 0+2         | 52     | 11     |        |
| ago. 2024       | Al-Hilal        | SPL             | 0          | 0          | KC              | 0               | 0               | -                  | -                  | -                  | SS          | 2           | 0           | 2      | 0      |        |
| Totale Al Hilal | Totale Al Hilal | Totale Al Hilal | 69         | 13         |                 | 11              | 4               |                    | 13                 | 3                  |             | 13          | 2           | 106    | 22     |        |
| 2024            | Flamengo        | A/RJ+A          | 0+12       | 0+4        | CB              | 4               | 0               | -                  | -                  | -                  | -           | -           | -           | 16     | 4      |        |
| 2025            | Flamengo        | A/RJ+A          | 5+10       | 1+1        | CB              | 2               | 0               | CL                 | 3                  | 0                  | SB+Cmc      | 1+0         | 0           | 21     | 2      |        |
| Totale Flamengo | Totale Flamengo | Totale Flamengo | 28+77      | 6+19       |                 | 17              | 3               |                    | 16                 | 1                  |             | 4           | 0           | 142    | 29     |        |
| Totale carriera | Totale carriera | Totale carriera | 318        | 68         |                 | 38              | 7               |                    | 29                 | 4                  |             | 17          | 2           | 402    | 81     |        |

## Palmarès

### Club

#### Competizioni statali
- Campionato carioca: 2

Flamengo: 2021, 2025
- Taça Guanabara: 2

Flamengo: 2021, 2025

### Competizioni nazionali
- Supercoppa del Brasile: 3

Flamengo: 2020, 2021, 2025
- Campionato brasiliano: 1

Flamengo: 2020
- Coppa del Brasile: 1

Flamengo: 2024
- Campionato saudita: 2

Al Hilal: 2021-2022, 2023-2024
- Coppa del Re dei Campioni: 2

Al Hilal: 2022-2023, 2023-2024
- Supercoppa saudita: 2

Al Hilal: 2023, 2024
- Supercoppa del Brasile: 1

Flamengo: 2025

### Competizioni internazionali
- Recopa Sudamericana: 1

Flamengo: 2020